# Lauren Hanson
Lauren Orlandos Hanson (született Lauren Michelle Orlandos; Newport Beach, Kalifornia, 1981. július 16. –) amerikai labdarúgóhátvéd és labdarúgóedző.

## Játékosként
Kezdetben a El Toro High School Chargers játékosaként a Soccer America huszonöt legjobbja között volt és kétszer nyerte el az All-America elismerést. A Mission Viejo Soccer Club Mirage tagjaként hétszer nyert állami bajnokságot. 1999 és 2002 között a Portland Pilots játékosa, utolsó évében csapatkapitánya volt; a csapat megnyerte a 2002-es NCAA-bajnokságot. 2002-ben jelölték a Herman-trófeára, 2000-ben és 2002-ben pedig a Soccer America legértékesebb játékosai közé. 2000-ben, 2001-ben és 2002-ben is elnyerte az All-America elismerést, 2000-ben és 2002-ben pedig részt vett az NCAA bajnokságán. A West Coast Conference 2000-ben az év védőjének nevezte.
Tagja volt az USA U16-os, U18-as és U21-es válogatottjainak; utóbbi 1999-ben megnyerte az Északi kupát. 2001. január 14-én a női válogatott játékosaként a kínai csapat elleni barátságos mérkőzésen lépett pályára, ahol a 28. percben lecserélték.
A 2003-as WUSA-draft során a New York Power kiválasztotta. 18 mérkőzésen játszott.

## Edzőként
2004 és 2007 között a Portland Pilots, 2009 és 2011 között az Oregon Ducks, egy ideig pedig az FC Portland Academy edzőhelyettese volt. 2013-ban a Marist Catholic High School alkalmazta, 2014 és 2022 között pedig a San Jose State Spartans vezetőedzője volt. 2015-ben és 2017-ben a Mountain West Conference az év edzőjének választotta.
2014-ben a Portlandi Egyetem, 2017-ben az állami, 2018-ban pedig a portlandi városi dicsőségcsarnok tagja lett. 2022-ben visszavonult.

## Magánélete
Szülei Janet és Bob Orlandos. Lake Forestben nőtt fel, a Portlandi Egyetemen 2003-ban szerzett diplomát interdiszciplináris tanulmányok szakon. 2005-ben feleségül ment Travis Hanson baseballjátékoshoz; két gyermekük van.

## Eredményei vezetőedzőként
| Szezon                                                          | Eredmény                                           | Eredmény                                           | Helyezés                                           | Továbbjutás                                        |
| Szezon                                                          | Összesített                                        | Konferencia                                        | Helyezés                                           | Továbbjutás                                        |
| San Jose State Spartans (Mountain West Conference)              | San Jose State Spartans (Mountain West Conference) | San Jose State Spartans (Mountain West Conference) | San Jose State Spartans (Mountain West Conference) | San Jose State Spartans (Mountain West Conference) |
| --------------------------------------------------------------- | -------------------------------------------------- | -------------------------------------------------- | -------------------------------------------------- | -------------------------------------------------- |
| 2014                                                            | 8–8–3                                              | 5–5–1                                              | 7.                                                 | –                                                  |
| 2015                                                            | 10–8–4                                             | 8–3                                                | 2.                                                 | NCAA első kör                                      |
| 2016                                                            | 10–6–4                                             | 7–6–3                                              | 2.                                                 | –                                                  |
| 2017                                                            | 12–6–2                                             | 9–1–1                                              | 1.                                                 | –                                                  |
| 2018                                                            | 9–7–6                                              | 6–2–3                                              | 4.                                                 | NCAA első kör                                      |
| 2019                                                            | 7–9–4                                              | 5–4–2                                              | T–5.                                               | –                                                  |
| 2021 (tavasz)                                                   | 2–7–1                                              | 2–7–1                                              | 5.                                                 | –                                                  |
| 2021                                                            | 7–11–1                                             | 4–6–1                                              | 10.                                                | –                                                  |
| Összesen:                                                       | 65–62–25 (.510)                                    | 46–31–10 (.586)                                    | –                                                  | –                                                  |
| Jelmagyarázat: Konferenciaszezon-bajnok Konferenciatorna-bajnok |                                                    |                                                    |                                                    |                                                    |

## Fordítás
- Ez a szócikk részben vagy egészben  a   Lauren Hanson című angol Wikipédia-szócikk ezen változatának fordításán alapul.  Az eredeti cikk szerkesztőit annak laptörténete sorolja fel. Ez a jelzés csupán a megfogalmazás eredetét és a szerzői jogokat jelzi, nem szolgál a cikkben szereplő információk forrásmegjelöléseként.